# Glaaien
Glaaien (Frans: Glons) is een deelgemeente van de Waalse gemeente Bitsingen (Frans: Bassenge). Het dorp ligt aan de rivier de Jeker, vlak bij de Frans-Nederlandse taalgrens.

## Geschiedenis

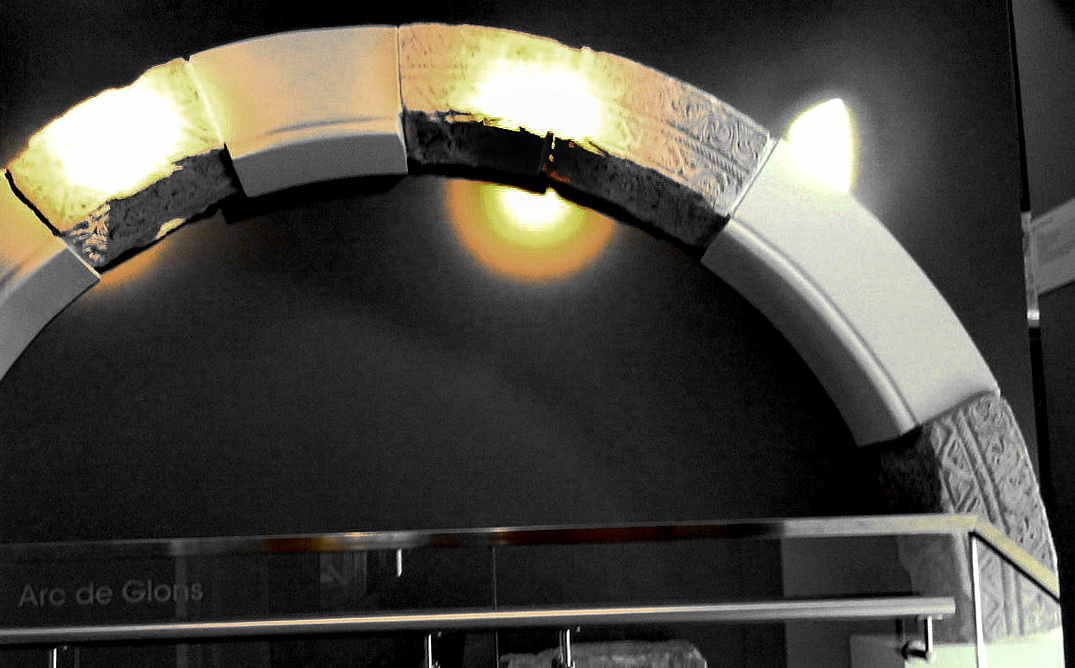
Arc de Glons (Grand Curtius, Luik)

De geschiedenis van Glaaien gaat ver terug. De oorspronkelijke Sint-Victorkerk dateert waarschijnlijk uit de 7e eeuw. In het museum Grand Curtius in Luik bevindt zich de zogenaamde Arc de Glons, afkomstig uit de kerk van Glaaien. De Merovingische triomfboog bestaat uit bewerkte segmentbogen met geometrische patronen en plantenmotieven.
In de middeleeuwen en tijdens het ancien régime behoorde het dorp tot het prinsbisdom Luik. De molen van Bellefontaine op de Jeker in Sluizen uit 1647 behoorde in de 18e eeuw tot de parochie van Glaaien. In tegenstelling tot de rest van de latere gemeente Bitsingen werd Glaaien in de Franse tijd ingedeeld bij het departement Ourthe. Glaaien was toen een van de kantonhoofdplaatsen van het departement. De andere gemeenten van de latere gemeente Bitsingen behoorden tot het departement Nedermaas. Later kwam ook Glaaien in de provincie Limburg te liggen (tot 1963 bij de overheveling naar de provincie Luik).
Bij de onafhankelijkheid van België inventariseerde geograaf Philippe Vandermaelen in dit dorp vijf molens en vijf brouwerijen. Er waren 1965 inwoners, die leefden van landbouw, seizoensmigratie en arbeid in kleine fabriekjes van strohoeden. Er werden daarbij veel dampen ingeademd, hetgeen leidde tot longziekten. Het inventaris omvat verder details over de natuurlijke omgeving, bodems, landbouwproductie en veestapel. Ook het wegennetwerk van toen is beschreven.
Op 11 december 1984 werd een aanslag gepleegd door de extreemlinkse actiegroep Cellules Communistes Combattantes op een depot van de NAVO in Glaaien.

## Demografische ontwikkeling
- Bronnen:NIS, Opm:1831 tot en met 1970=volkstellingen, 1976= inwoneraantal op 31 december

## Bezienswaardigheden
- Sint-Victorkerk
- Toren van de Oude Sint-Victorkerk, op de begraafplaats.
- Ferme Saint-Laurent
- Ferme de Brus
- Watermolens op de Jeker:
  - Moulin d'Oborne
  - Moulin Stockis

## Natuur en landschap
Glaaien ligt in het dal van de Jeker op een hoogte van 79 meter. Aan beide zijden daarvan neemt de hoogte snel toe, en bereikt men het open landschap van droog-Haspengouw.

## Vervoer
Glaaien heeft een station aan spoorlijn 34, die omstreeks 1860 werd aangelegd tussen Hasselt en Luik. Tijdens de Eerste Wereldoorlog werd door de Duitsers tussen Aken en Tongeren de spoorlijn 24 aangelegd, onderdeel van de Montzenroute van het Ruhrgebied naar de haven van Antwerpen. De 145 meter lange Tunnel van Glaaien dateert uit deze periode. De spoorlijnen 24 en 34 kruisten elkaar bij Glaaien met een brug, zonder verbinding tussen de beide lijnen. In 1973 werd een verbindingsbocht in gebruik genomen tussen de hooggelegen lijn 24 en de laaggelegen lijn 34, waarna het lijngedeelte Tongeren - Nerem - Glaaien van lijn 34 buiten gebruik gesteld en opgebroken werd.

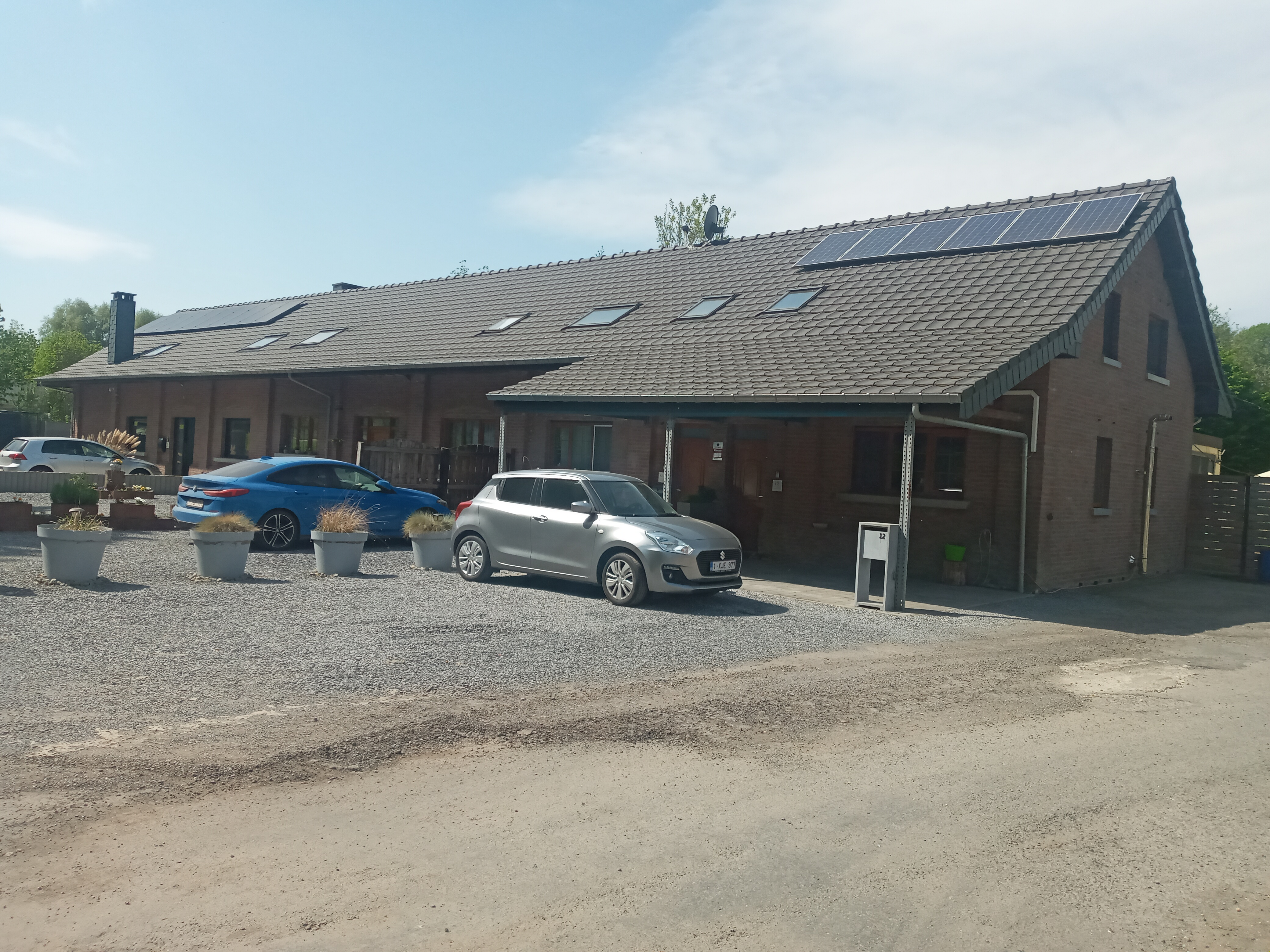
Voormalige loods voor tramlocomotieven

### Tramgeschiedenis
In 1893 kreeg het dorp naast de spoorverbinding ook een stoomtramlijn. Dit was tramlijn 484 van de Nationale Maatschappij van Buurtspoorwegen met eindpunt Maastricht. Het tramstation lag voor treinstation Glaaien. Ze liep via de huidige Rue de la Paix naar het noorden. Via de Rue de la Chapelle, Rue de la Gare en Rue Saint-Laurent kwam de lijn bij de Pont Saint-Pierre over de Jeker. Vervolgens ging de lijn naar het oosten via de Rue Saint-Pierre en de Rue de la Dérivation verder naar Maastricht. Naast het tramstation was er in het dorp een tramhalte bij het postkantoor en bij Wit Paard. Ten zuiden van het tramstation was een emplacement met locomotievenloods. Vanaf 1943 reden er geen trams meer door Glaaien.

## NAVO-depot
Het Central Europe Pipeline System van de NAVO heeft in Glaaien een depot. Daarnaast bevond zich hier tot april 2021 het Control and Reporting Centre, een luchtverdedigingsorgaan van de luchtmacht. De site werd toen verlaten. In oktober 2022 werd het depot gekozen voor de opvang van asielzoekers.

## Bekende Glaaienaren
- Josly Piette (1943), vakbondsleider en minister

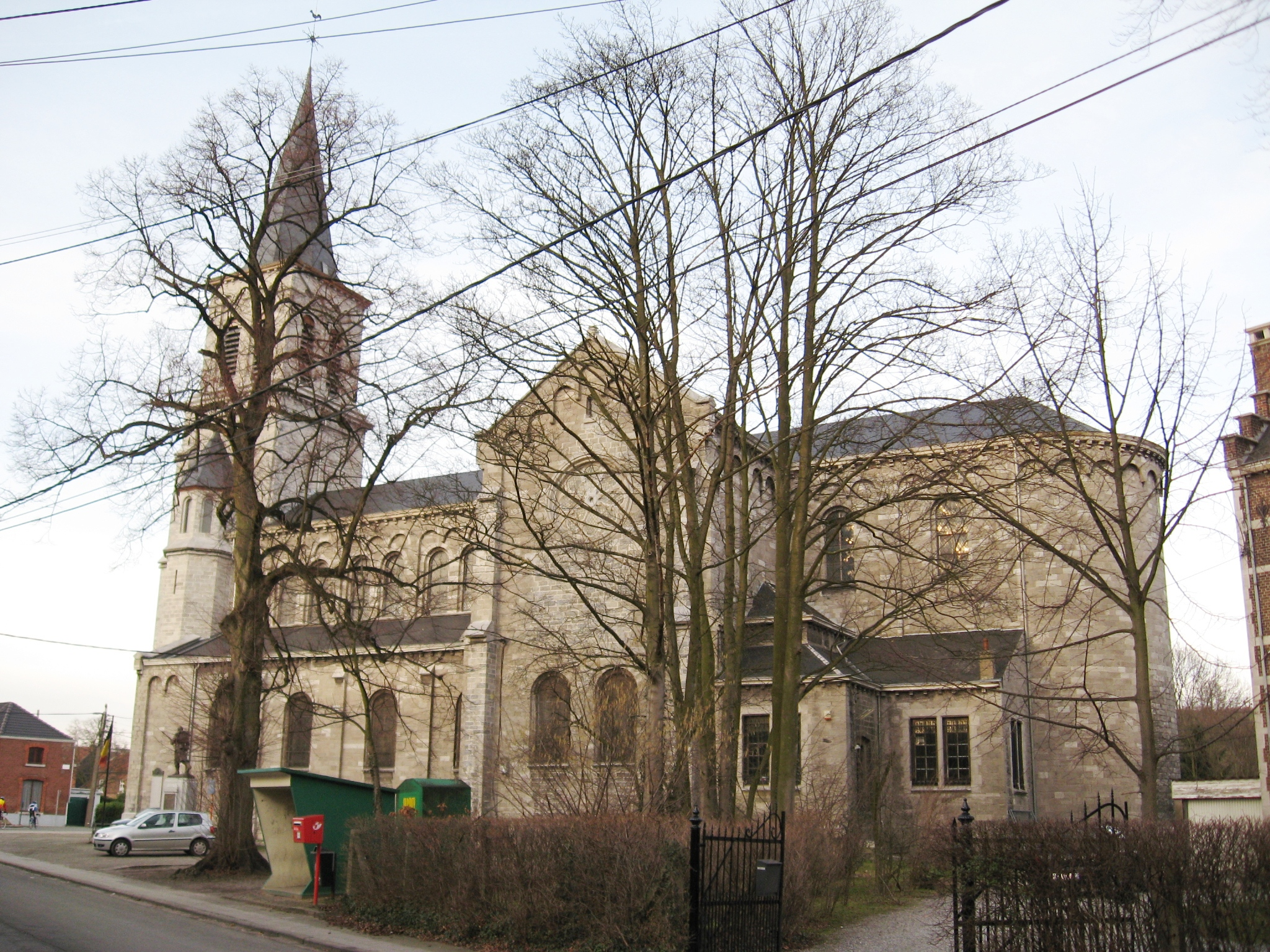
Sint-Victorkerk
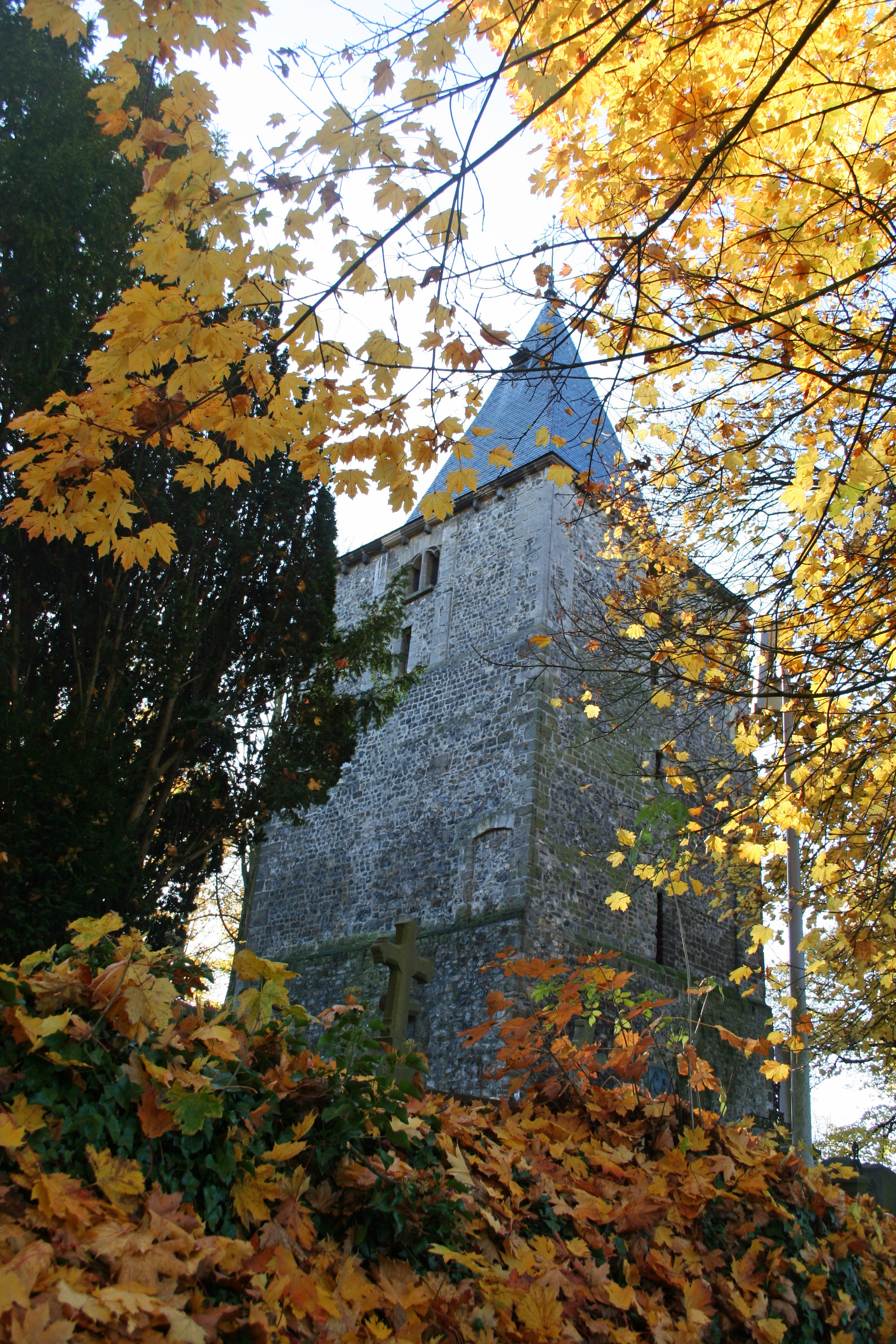
Oude kerktoren
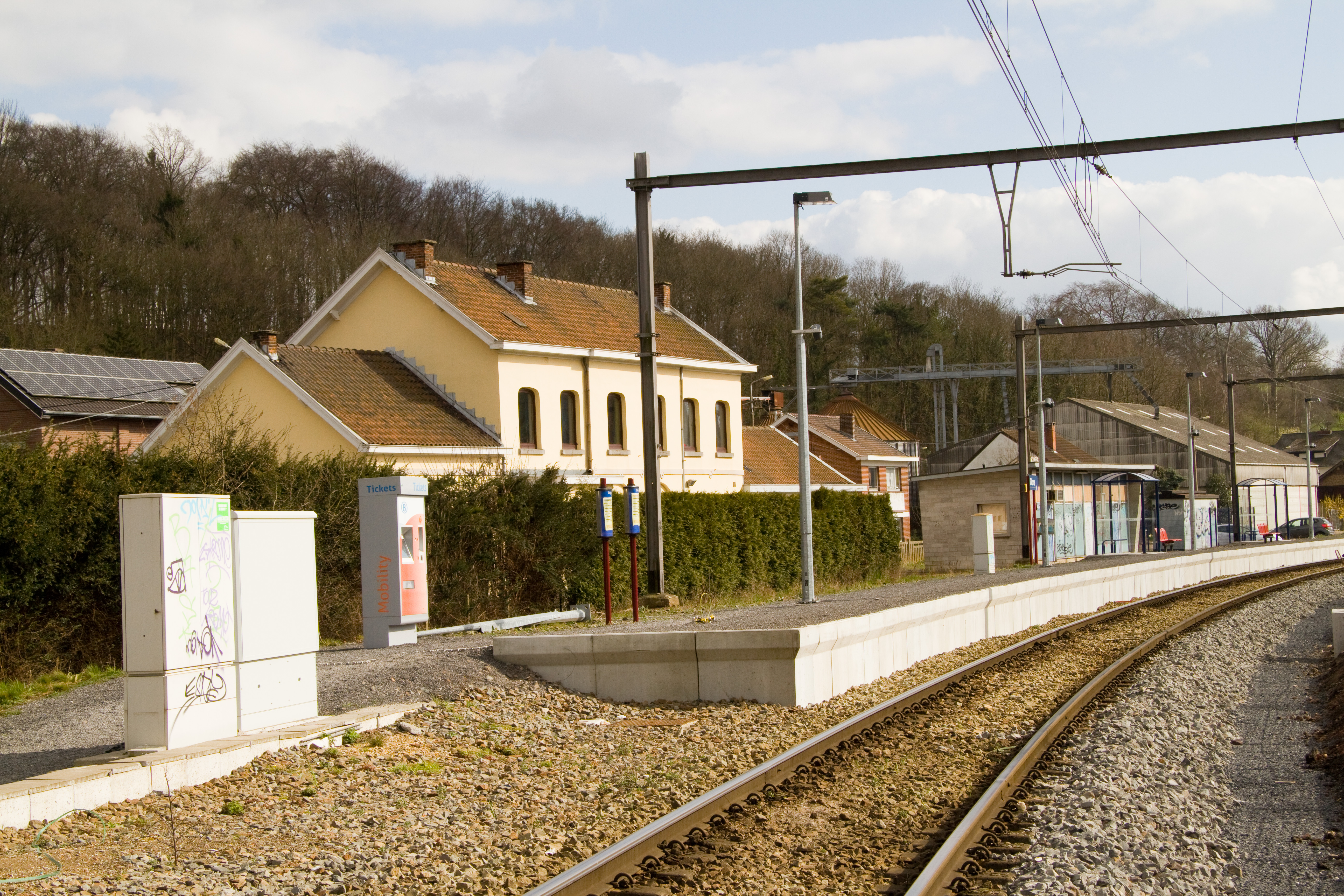
Station
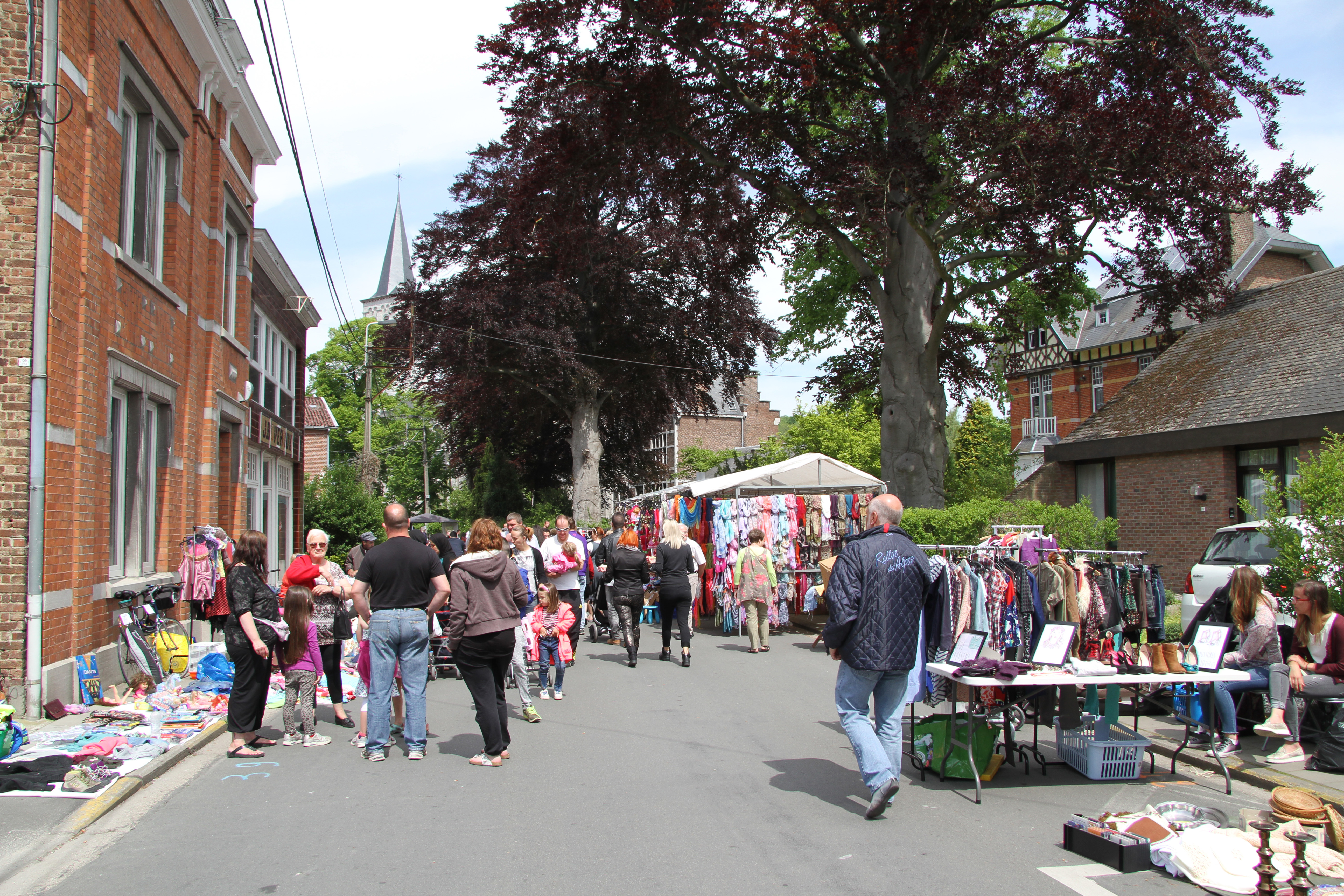
Rommelmarkt

## Nabijgelegen kernen
Sluizen, Boirs, Elst, Paifve, Slins